# Palmeiras de São Paulo
Palmeiras de São Paulo é um distrito do município brasileiro de Suzano, que integra a Região Metropolitana de São Paulo.

## História

### Formação administrativa
- Pedidos para criação do distrito através de processos que deram entrada na Assembléia Legislativa do Estado de São Paulo nos anos de 1953 e 1979, mas como não atendia os requisitos necessários exigidos por lei para tal finalidade os processos foram arquivados[3][4].
- Decreto nº 23.076-A de 29/01/1954 - Cria a 2.ª subdelegacia de polícia na localidade conhecida por Palmeiras, no distrito e município de Suzano[5].
- Distrito criado pela Lei n° 3.198 de 23/12/1981, com sede no Bairro das Palmeiras e com território desmembrado do distrito de Suzano[6][7].

### Pedido de emancipação
O distrito tentou a emancipação político-administrativa e ser elevado à município, através de processo que deu entrada na Assembléia Legislativa do Estado de São Paulo no ano de 1990, mas como não atendia os requisitos necessários exigidos por lei para tal finalidade, o processo foi arquivado.

## Geografia

### Demografia

#### População urbana
| Crescimento população urbana | Crescimento população urbana | Crescimento população urbana | Crescimento população urbana |
| Censo                        | Pop.                         |                              | %±                           |
| ---------------------------- | ---------------------------- | ---------------------------- | ---------------------------- |
| 1991                         | 11 671                       |                              | —                            |
| 2000                         | 17 922                       |                              | 53,6%                        |
| 2010                         | 18 426                       |                              | 2,8%                         |
| Fonte: IBGE e Fundação SEADE |                              |                              |                              |

#### População total
Pelo Censo 2010 (IBGE) a população total do distrito era de 23 865 habitantes.

### Área territorial
A área territorial do distrito é de 84,493 km².

### Rodovias
O distrito localiza-se às margens da Rodovia Índio Tibiriçá (SP-31).

### Ferrovias
Pátio Cragea (ICR) do Trecho Leste do Ferroanel, sendo a ferrovia operada atualmente pela MRS Logística.

## Serviços públicos

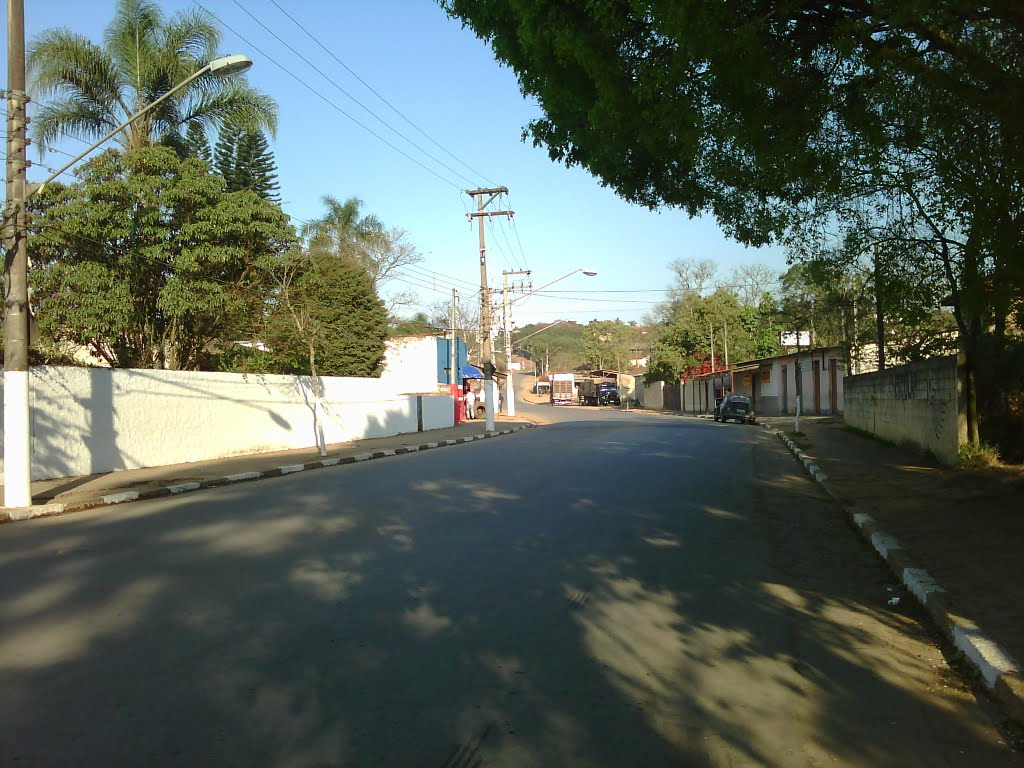
Aspecto local.

### Registro civil
Feito na sede do município, pois o distrito não possui Cartório de Registro Civil das Pessoas Naturais.

### Saneamento
O serviço de abastecimento de água é feito pela Companhia de Saneamento Básico do Estado de São Paulo (SABESP).

### Energia
A responsável pelo abastecimento de energia elétrica é a EDP São Paulo, antiga Bandeirante Energia.

### Telecomunicações
O distrito era atendido pela Companhia Telefônica da Borda do Campo (CTBC), que inaugurou a central telefônica utilizada até os dias atuais. Em 1998 esta empresa foi vendida juntamente com a Telecomunicações de São Paulo (TELESP) para a Telefônica, que em 2012 adotou a marca Vivo para suas operações.

## Atrações turísticas

### Parque Aquático Magic City

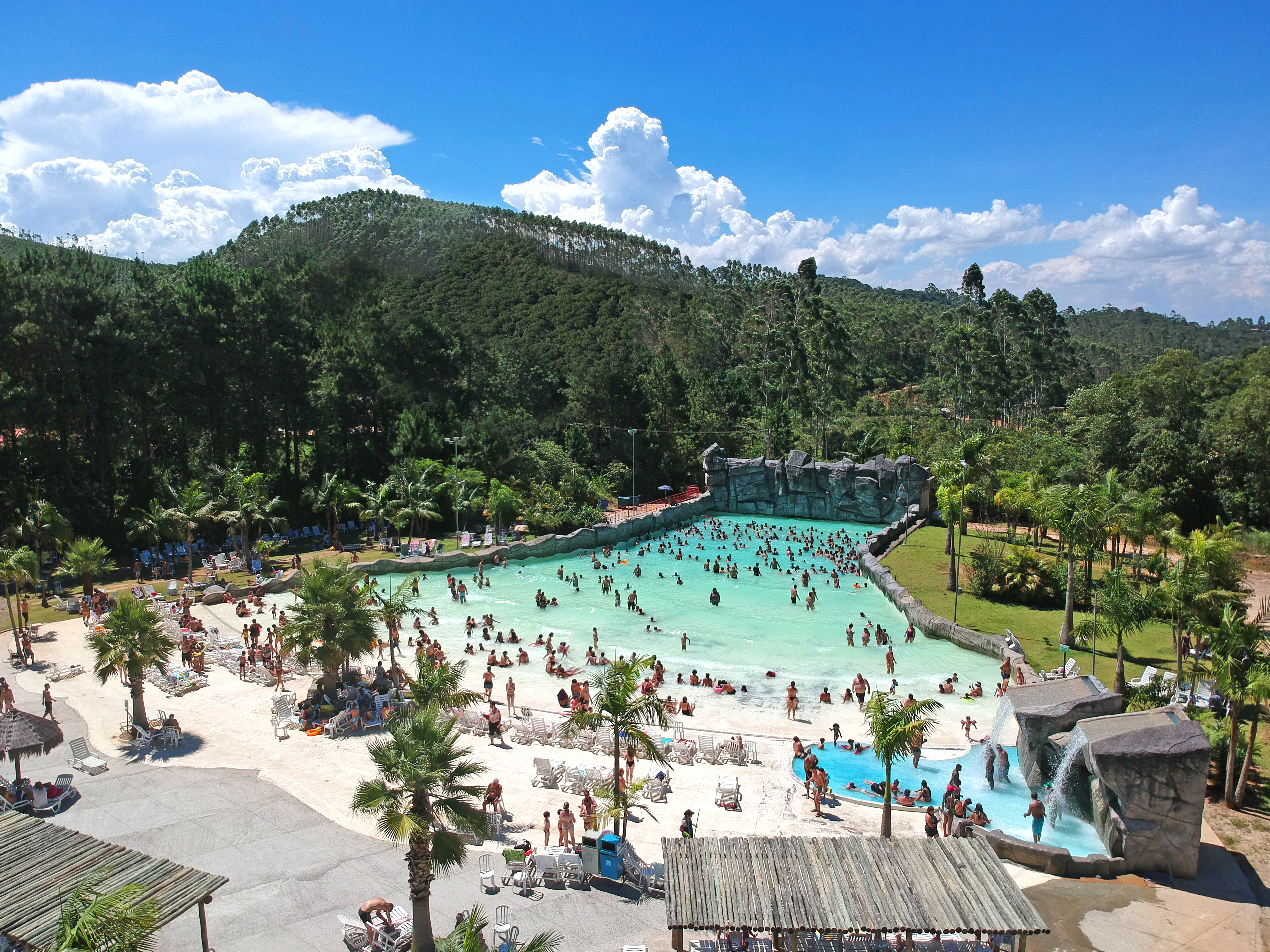
Piscina com ondas do Magic City.

O Parque Aquático Magic City é um complexo turístico instalado no distrito, composto por parques aquáticos, atrações de aventura, piscina de ondas, fazendinha, restaurantes e lanchonetes.
Além disso o parque também possui três tipos de hospedagens para os turistas com infraestrutura completa. Devido suas características é considerado um dos cinco maiores parques do Brasil.
Está instalado numa área de 350 mil m² próximo à Serra do Mar, em plena Mata Atlântica. O acesso para o parque fica no km 58,5 da Rodovia Índio Tibiriçá (SP-31).